# 텍사스뿔도마뱀
텍사스뿔도마뱀(Texas horned lizard)은 뿔도마뱀이라고 불리는 북아메리카의 약 21종의 온몸에 뿔 달린 파충류 중 하나로, 모두 뿔도마뱀속에 속한다. 미국 중남부와 멕시코 북동부의 일부 지역과 미국 남부에서 고립된 여러 기록 및 개체군에서 발생한다. 일부 개체군은 안정적이지만 텍사스주와 오클라호마주의 많은 지역에서 심각한 개체 수 감소가 발생했다. 텍사스가시도마뱀은 출현과 서식지 중복으로 인해 텍사스뿔도마뱀과 혼동될 수 있다. 텍사스뿔도마뱀은 텍사스주에서 위협받는 종으로 분류되어 있기 때문에 텍사스주에서 이를 집어 들고 만지거나 소지하는 것은 불법이다.

## 묘사
텍사스뿔도마뱀은 미국 서부와 멕시코에 서식하는 약 21종의 뿔도마뱀 중 몸이 가장 크고 가장 널리 분포하는 도마뱀이다. 텍사스뿔도마뱀은 성적 이형성을 보이며 암컷이 주둥이-통풍 길이가 약 13cm로 더 큰 반면 수컷은 약 9.4cm에 달한다. 텍사스뿔도마뱀은 몸 전체에 걸쳐 특징적인 뿔이 있으며, 머리에 각각 두 개씩, 눈썹과 턱선에 두 개씩 더 있고 몸통의 측면과 등쪽 능선에 걸쳐 있는 스파이크 선이 있다. 사막의 경우 노란색 또는 적갈색부터 대초원의 경우 붉은 빛 갈색에 이르기까지 땅의 색과 조화를 이루기 위해 환경에 따라 색이 달라진다. 또한 눈부터 뿔 끝까지 이어지는 어두운 선과 양쪽에 검은색 원형 반점이 몇 개 있는 특징적인 단단한 흰색 선이 있다.

## 행동

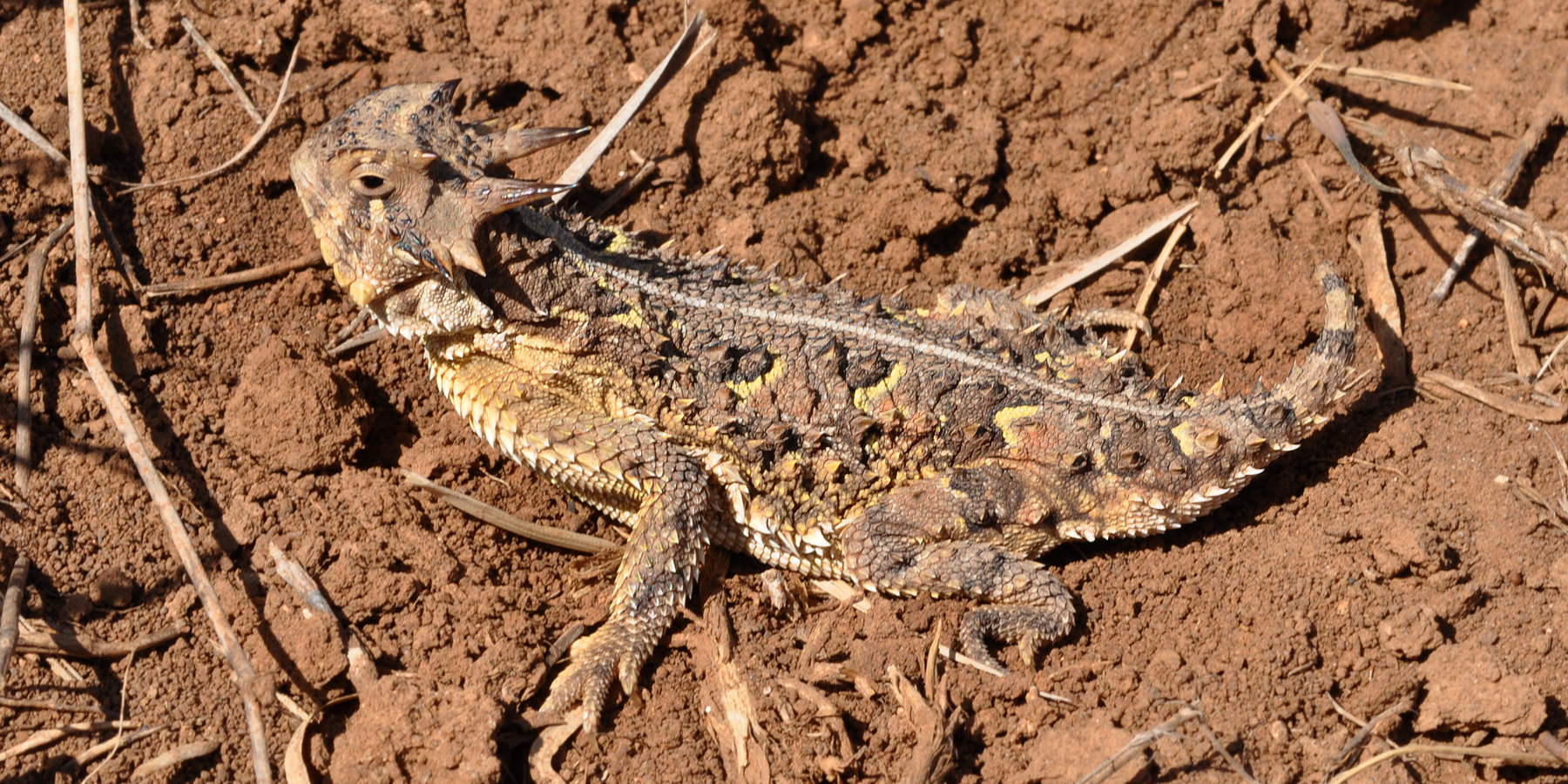
미국 텍사스주 암스트롱군의 텍사스뿔도마뱀

사나운 외모에도 불구하고 텍사스뿔도마뱀은 매우 유순한 생물이다. 텍사스뿔도마뱀은 일광욕을 하는 동물로 비타민 D를 생산하기 위해 밝은 햇빛이 필요하다. 햇빛이 부족한 이 동물은 비타민 D를 생산할 수 없으며 비타민 결핍으로 고통받을 수 있다. 따라서 뿔도마뱀은 휴식을 취하고 햇빛을 받을 수 있는 도로변이나 기타 개방된 바위 지역에서 가장 자주 발견된다. 밤에는 도마뱀이 모래에 파묻힌다. 뿔도마뱀은 아주 조금만 움직이는 것을 선호하지만 포식자가 그 지역에 있다고 생각되면 꽤 빨리 움직이고 두꺼운 풀과 잎사귀로 돌진하여 탈출할 수 있다. 뿔도마뱀은 또한 뛰어난 발굴자이며 위협을 피하기 위해 지하에 빠르게 굴을 뚫을 수 있다. 뿔도마뱀은 종종 먹이의 주요 부분을 차지하는 수확기 개미 군집 근처에서 발견된다. 하루 평균 움직임은 50m이다. 평균 수심 140mm의 굴에서 동면하며 최대 햇빛 노출을 위해 남/남서쪽을 향하는 경우가 많다.
일반적으로 포식에 대한 위장 역할을 하지만, 포식자의 위협을 받으면 뿔도마뱀이 부풀어 올라 매우 뚱뚱해 보이기 때문에 몸의 비늘이 튀어나와 삼키기가 어렵다. 텍사스뿔도마뱀은 다른 세 종의 뿔도마뱀속과 함께 눈 가장자리에서, 때로는 입에서 최대 1.5m 거리에서 목표 혈류를 뿜어내는 능력도 있다. 이들은 머리를 빠져나가는 혈류를 제한하여 혈압을 높이고 눈꺼풀 주위의 작은 혈관을 파열시킴으로써 이를 수행한다. 이는 포식자가 될 사람들을 혼란스럽게 할 뿐만 아니라 늑대, 코요테, 개와 같은 포식자에게 악취를 풍기는 화학 물질과 혈액이 혼합되어 있다. 이 새로운 행동은 일반적으로 방어에 매우 효과적인 것으로 관찰되지만 포식성 조류에는 영향을 미치지 않는 것으로 보인다. 이를 수행할 때 체중의 최대 6%까지 감량할 수 있다.

## 먹이 및 감소
텍사스뿔도마뱀의 식단의 약 70%는 붉은수확개미로 구성되어 있지만 흰개미, 딱정벌레, 메뚜기로 보충한다. 텍사스뿔도마뱀은 붉은수확개미의 독을 중화시키는 혈장 인자를 가지고 있으며 식도와 인두에 삼킨 개미를 내장하고 무력화시키는 기능을 하는 다량의 점액을 생성하는 것으로 알려져 있다. 최근 몇 년 동안 이 종은 범위의 약 30% 감소했지만 다시 회복되고 있다. 이러한 감소는 일반적으로 살충제의 남용과 비토종적이고 매우 공격적이며 맹렬한 영토적인 붉은불개미의 확산으로 인해 발생한다. 둘 다 붉은수확개미 군집을 근절하여 도마뱀의 주요 먹이원을 파괴한다. 텍사스뿔도마뱀은 이제 보호종이 되었으며, 텍사스주에서는 특별한 허가 없이 채취, 소지, 운반 또는 판매하는 것이 불법이다.